# 学校の怪談 (配信ドラマ)
『学校の怪談』（がっこうのかいだん）は2012年7月20日より毎週水曜日、土曜日にBeeTVで配信されていたドラマ。全15話放送。

## 概要
「学校の怪談」の著者である常光徹監修のオリジナルドラマで、ドラマ化は11年ぶりとなる。放送時間は各話5～6分で、1話完結のオムニバス形式で全15話放送された。 SKE48のメンバーが各話交代で主役を務める。

## キャスト
- SKE48
  - 石田安奈
  - 梅本まどか
  - 大矢真那
  - 小木曽汐莉
  - 加藤るみ
  - 金子栞
  - 木﨑ゆりあ
  - 木本花音
  - 桑原みずき
  - 柴田阿弥
  - 須田亜香里
  - 高柳明音
  - 中西優香
  - 秦佐和子
  - 原望奈美
  - 平松可奈子
  - 古川愛李
  - 松井珠理奈 - ストーリーテラー
  - 松井玲奈 - ストーリーテラー
  - 松本梨奈
  - 向田茉夏
  - 矢方美紀
  - 矢神久美　　以上、五十音順。

- 青山倫子 - （#11）
- 浅利陽介 - （#9）
- 遠藤久美子 - （#6）
- 神永圭佑 - （#13）
- デビット伊東 - （#5）
- 宮川一朗太 - （#2）

ほか

## 放送内容
| 放送回 | タイトル       | 出演者                               | 監督       | 脚本                 |
| ------ | -------------- | ------------------------------------ | ---------- | -------------------- |
| 第1話  | 憑いてくる     | 大矢真那                             | 三宅隆太   | 三宅隆太             |
| 第2話  | 踊り場の絵     | 小木曽汐莉・原望奈美・梅本まどか     | 三宅隆太   | 吉田香織             |
| 第3話  | 市松人形       | 高柳明音                             | 三宅隆太   | 三宅隆太             |
| 第4話  | 犯人の背中     | 木﨑ゆりあ・矢神久美・平松可奈子     | 竹村謙太郎 | 加藤淳也             |
| 第5話  | 人体模型       | 須田亜香里・古川愛李・松本梨奈       | 白石晃士   | 中村太一朗・三宅隆太 |
| 第6話  | 別れの曲       | 矢神久美・向田茉夏・加藤るみ         | 竹村謙太郎 | 松永咲子・三宅隆太   |
| 第7話  | お静かに       | 木本花音                             | 竹村謙太郎 | 加藤淳也             |
| 第8話  | メリーさん     | 木﨑ゆりあ                           | 三宅隆太   | 三宅隆太             |
| 第9話  | よいしょ       | 桑原みずき                           | 竹村謙太郎 | 三宅隆太             |
| 第10話 | 廃校の撮影     | 木﨑ゆりあ                           | 白石晃士   | 白石晃士             |
| 第11話 | 獣             | 秦佐和子                             | 白石晃士   | 松永咲子             |
| 第12話 | 赤い部屋       | 小木曽汐莉・高柳明音                 | 竹村謙太郎 | 三宅隆太             |
| 第13話 | あわせかがみ   | 向田茉夏・石田安奈・金子栞・矢方美紀 | 竹村謙太郎 | 加藤淳也             |
| 第14話 | 二号館のトイレ | 須田亜香里・中西優香・大矢真那       | 三宅隆太   | 三宅隆太             |
| 第15話 | こっくりさん   | 矢方美紀・金子栞・柴田阿弥           | 白石晃士   | 白石晃士             |

## スタッフ
- 企画監修：秋元康（#10 ‐ #15）
- 製作：柳﨑芳夫（エイベックス・エンタテインメント）
- プロデュース：冨久尾俊之（エイベックス・エンタテインメント）
- プロデューサー：倉貫健二郎
- 企画：エル・ティー・コーポレーション
- 企画構成：関口正晴（ライターズ・オフィス）
- 協力：秋元康事務所、AKS
- 制作協力：ドリマックス・テレビジョン
- 製作・著作：BeeTV